# Wielersport op de Middellandse Zeespelen 1979
Wielersport is een van de sporten die beoefend werden tijdens de Middellandse Zeespelen 1979 in Spalato, Joegoslavië (huidig Kroatië). In totaal waren er twee onderdelen, allen op de weg. Een wegwedstrijd en een ploegentijdrit van 100 kilometer.

## Uitslagen

### Weg
| Event   | Goud                                                                    | Zilver                                                      | Brons                                                         |
| ------- | ----------------------------------------------------------------------- | ----------------------------------------------------------- | ------------------------------------------------------------- |
| Wegrit  | Régis Clère                                                             | Francis Castaing                                            | Mustapha Najjari                                              |
| Tijdrit | Italië Mauro De Pellegrin Gianni Giacomini Ivano Maffei Alberto Minetti | Spanje Miguel Acha Eugenio Chozas Antonio Coll Jesús Guzmán | Joegoslavië Bruno Bulić Drago Frelih Janez Novak Bojan Udovic |

## Medaillespiegel
| Plaats | Land        | Goud | Zilver | Brons | Totaal |
| 1      | Frankrijk   | 1    | 1      | 0     | 2      |
| 2      | Italië      | 1    | 0      | 0     | 1      |
| 3      | Spanje      | 0    | 1      | 0     | 1      |
| 4      | Joegoslavië | 0    | 0      | 1     | 1      |
| 5      | Marokko     | 0    | 0      | 1     | 1      |
| Totaal | Totaal      | 2    | 2      | 2     | 6      |

1955 · 1959 · 1963 · 1967 · 1971 · 1975 · 1979 · 1983 · 1987 · 1991 · 1993 · 1997 · 2001 · 2005 · 2009 · 2013 · 2018 · 2022
Atletiek · Basketbal · Boksen · Boogschieten · Gewichtheffen · Gymnastiek · Handbal · Hockey · Judo · Kanovaren · Paardensport · Roeien · Rugby · Schermen · Schietsport · Schoonspringen · Tafeltennis · Tennis · Voetbal · Volleybal · Waterpolo · Wielersport · Worstelen · Zeilen · Zwemmen